# Mazuela

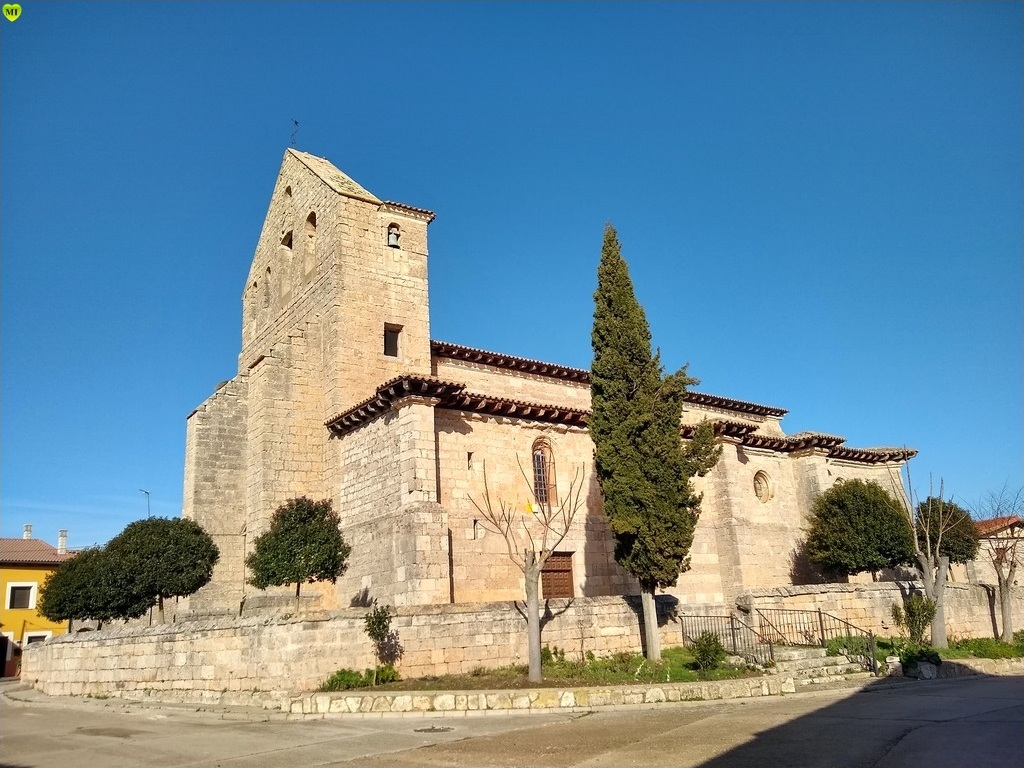
Iglesia de San Esteban

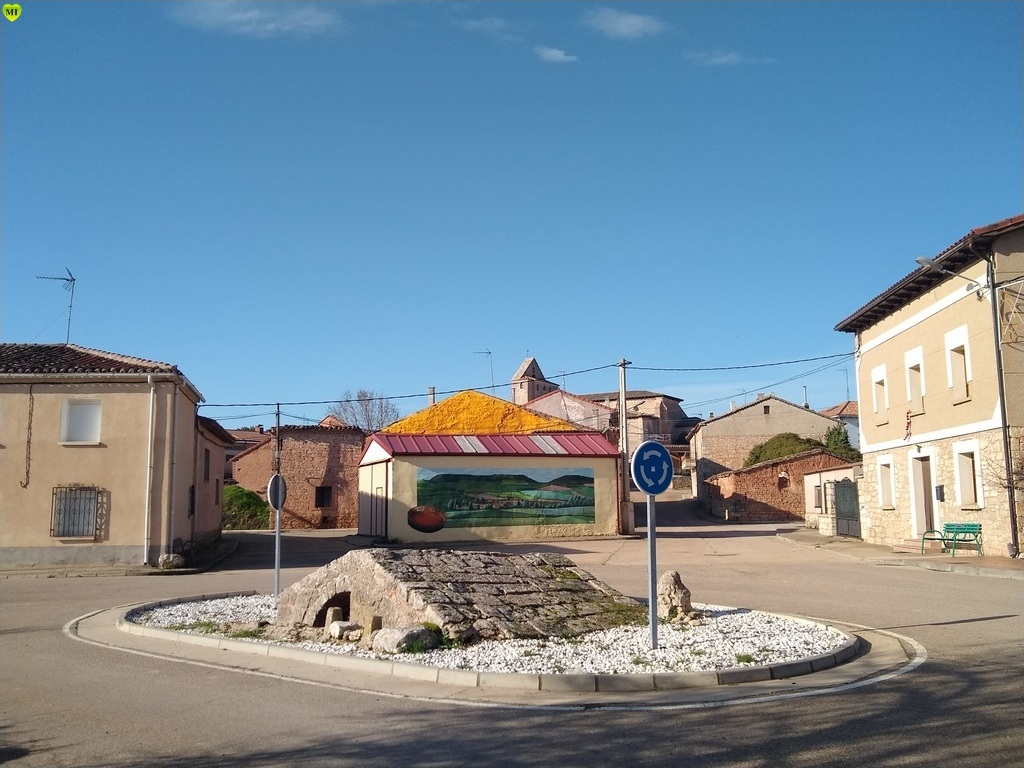
Fuente y mural

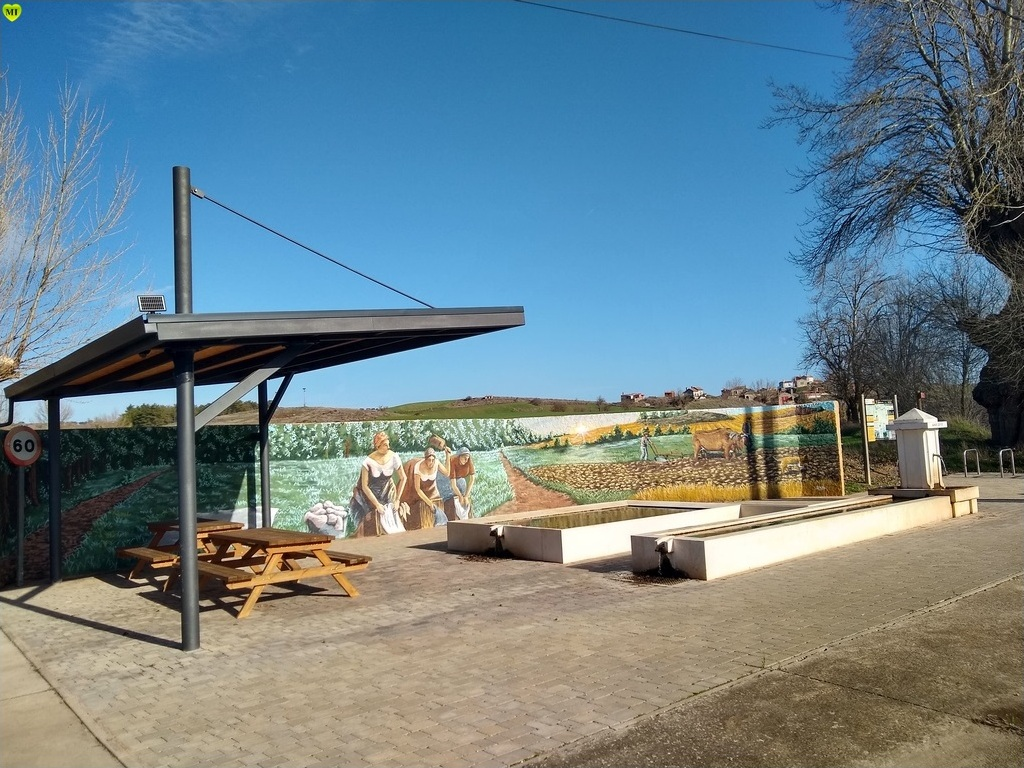
Pilón, lavadero y mural

Mazuela es un municipio y localidad española de la provincia de Burgos, en la comunidad autónoma de Castilla y León. Es una antigua villa situada al suroeste de la capital (Burgos). Aunque el término municipal se encuentra dentro de lo que se denomina el Campo de Muñó (camdemuño) perteneció organizativamente a Burgos. 

## Demografía
Mazuela cuenta con una población de 57 habitantes (INE 2024).
| Gráfica de evolución demográfica de Mazuela entre 1842 y 2021                                                         |
| |
| Población de derecho según los censos de población del INE. Población de hecho según los censos de población del INE. |

## Economía
La actividad económica es la agricultura, principalmente se cultivan cereales (cebada y trigo), también existen cultivos de girasol. La ganadería es residual y podemos decir que ya solo queda una explotación porcina. En algunas casas se da la avícultura, apicultura, criado de porcino, dirigido el autoconsumo; también existe 
horticultura con el mismo fin.
Históricamente de dieron otros cultivos:
- Alfalfa
- Garbanzos
- Avena
- Vid

También existió una amplia cabaña ganadera
- Ovino y caprino
- Porcino
- Equino (caballos, mulas y asnos) que se utilizaban como animales para ayudar en las labores agrícolas.
- Vacuno

### Evolución de la deuda viva
El concepto de deuda viva contempla solo las deudas con cajas y bancos relativas a créditos financieros, valores de renta fija y préstamos o créditos transferidos a terceros, excluyéndose, por tanto, la deuda comercial.
Entre los años 2008 a 2014 este ayuntamiento no ha tenido deuda viva.

## Cultura

Lavadero

Es típico del lugar ir a las bodegas, uno de los atractivos de esta villa; están excavadas en una zona fuera del casco urbano y durante el siglo pasado, se han ido edificando pequeños merenderos en donde compartir comida, conversación junto al vino que se hace en el lugar; una forma de agradar a los visitantes es invitarles a la bodega, explicarles la forma de elaboración del vino, que se sigue realizando de forma y con instrumentos tradicionales, y probar el vino que en las cubas se ha ido produciendo ese año. Mazuela conserva viñedos muy antiguos, que ya ninguno de los municipios cercanos mantiene, aunque recientemente en alguno de ellos se hayan plantado nuevas cepas. El terreno de Mazuela pertenece al territorio que regula la recién creada (2007) denominación Ribera de Arlanza